# Экспертный институт социальных исследований
Экспертный институт социальных исследований (ЭИСИ) — российская некоммерческая организация (НКО), специализирующаяся на исследованиях в области политики. Организация была создана вскоре после прихода Сергея Кириенко в администрацию Президента России для продвижения пропаганды Кремля.

## История
НКО была зарегистрирована 20 марта 2017 года в Москве по почтовому адресу Краснопресненская набережная, дом № 12. Видом деятельности согласно единому государственному реестру юридических лиц являются "научные исследования и разработки в области общественных и гуманитарных наук". Учредителями выступили Московский государственный университет им. М. В. Ломоносова, Санкт-Петербургский государственный университет, Ленинградский государственный университет им. А. С. Пушкина, Национальный исследовательский университет «Высшая школа экономики», Российская ассоциация по связям с общественностью (РАСО) и Российское общество политологов.
По данным газеты «Коммерсантъ», фонд будет заниматься региональной политикой и работой с экспертным сообществом.
Согласно изданию The Bell, финансирование НКО займутся Русгидро и Росатом, общий объём мог составить 800 млн рублей (400 от Росатома и сопоставимая сумма от Русгидро). Согласно Проект.медиа за 2018 и 2019 год ЭИСИ получил пожертвования от дочерних компаний Ростеха и Росатома на сумму 3,4 млрд руб.

## Деятельность
Первый доклад ЭИСИ, представленный 19 апреля 2017 года, был посвящён проблеме политического популизма на примере президентских выборов в США и во Франции.
В апреле 2017 года НКО начало сотрудничать с высшим советом партии «Единая Россия», представители ЭИСИ заявляли о планах сфокусироваться на развитии институтов гражданского общества и приближении повестки общественных наук.
В июне 2017 году сотрудники ЭИСИ Глеб Кузнецов и Андрей Шутов были избраны в состав Общественной палаты по квоте НКО.
С 17 августа 2017 года ЭИСИ стало владельцем интернет-издания «Взгляд», до этого принадлежавшего ИСЭПИ.
В своих докладах ЭИСИ настаивал на соответствии российских выборов мировым стандартам, которая по ряду показателей является примером для других стран
По данным ряда СМИ, ЭИСИ займётся подготовкой доклада об «образе будущего России», который может быть использован в президентской кампании Владимиром Путиным в 2018 году.
В январе 2018 года перед президентскими выборами ЭИСИ занимался, согласно источникам «Медузы», распределением заказов из внутриполитического блока администрации президента на PR-кампанию против Грудинина.
«Проект медиа» в 2020 году рассказывал, что ЭИСИ оплачивал работу провластных экспертов, получив за два года пожертвования на сумму 3,4 млрд рублей для борьбы с Навальным.
В 2020 году ЭИСИ совместно с РФФИ провёл конкурс на лучшие научные проекты фундаментальных исследований в сфере общественно-политических наук; на конкурс поступило 1199 заявок, поддержано 191 проектов.
Весной 2021 года ЭИСИ выпустил доклад «Новая нормальность. Как Европа отказывается от гражданских прав и политической традиции», в котором говорится, что европейские страны во время борьбы с коронавирусом нарушили 22 из 30 статей Всеобщей декларации прав человека. Авторы доклада считают, что в странах Евросоюза были нарушены право на свободу и личную неприкосновенность, равенство перед законом, свободу передвижения, свободу мысли, совести и религии. Они указывают на возбуждение уголовных дел против журналистов, которые высказывались с критикой действий или бездействия правительств, ограничение свободы собраний, свободы вероисповеданий из-за закрытия церквей и мечетей, ограничение тайны частной жизни из-за отслеживания контактов. Один из авторов доклада Глеб Кузнецов указывает, что «в России с правами человека сейчас значительно лучше, чем в ЕС». При этом, как заявил Кузнецов, «тема избыточной смертности не имеет отношения к предмету доклада, поскольку анализируются социальные и политические последствия пандемии».
В 2021 году ЭИСИ совместно с РФФИ провёл конкурс на лучшие научные проекты фундаментальных исследований в сфере общественно-политических наук; на конкурс поступило 865 заявок, поддержано 139 проектов.

14 февраля 2022 года незадолго до вторжения на Украину глава экспертного совета ЭИСИ Глеб Кузнецов опубликовал в интернет-издании «Взгляд» свою статью «Что общего у ковида и вторжения на Украину», в которой сравнивал предупреждения о вторжении России с предупреждениями об опасности COVID-19: 
Это очень похоже на первые этапы медиа-продвижения ковида через тотальность подачи. <…> Лихорадочная презентация плохих новостей, направлений удара, «доказательств» (в основном символических) истинности угрозы.
В 2022 году уже после вторжения на Украину ЭИСИ организовал общероссийский марафон «Za Россию» с привлечением артистов, получавших крупные гонорары за концерты в поддержку «спецоперации». На это мероприятие власти потратили рекордную сумму — почти 100 млн рублей (по другим источникам 200 млн рублей).
После введения западных санкций из-за вторжения на Украину аналитики ЭИСИ начали вести ежедневный «мониторинг антикризисных мер», в котором пишут, например, про успехи импортозамещения в России.
В мае 2022 года ЭИСИ опубликовал доклад о том, как на Западе «убивают свободу СМИ». Также выступил организатором музыкального тура «Za Россию» в поддержку военных действий.
Летом 2022 года ЭИСИ была поручена разработка «имиджа России после войны». По словам источников «Медузы», близких к АП, ЭИСИ предложил «экспортный вариант» имиджа России: Россия должна стать «континентом свободы» для людей правых убеждений со всего мира — «условного Сильвио Берлускони или Виктора Орбана». Путин и его силовое окружение хотят видеть Россию как «правильную, правую, традиционную Европу», без гей-парадов, влияния меньшинств и США. Опору на частную собственность Россия могла бы противопоставить шеринговой экономике, а подлинную свободу слова — удушливой политкорректности.
Летом 2022 года, к годовщине начала Первой Мировой Войны, в ЭИСИ составили очередную «историческую» методичку для пропагандистов о том, как им следует освещать вторжение России на Украину. В данной методичке поясняется, что Запад регулярно развязывает войны из-за своих «колониальных претензий», а Россия всякий раз вынуждена участвовать в конфликте, поскольку вступается за «братские народы», «своих не бросает» и «встаёт на защиту угнетаемых» — например, в 1914 году Российская империя «не смогла бросить» Сербию. Методичка «советует» пропагандистам использовать тезисы о том, что в начале XX века Германия «спонсировала большевиков» и «массовые беспорядки» в 1917 году; в документе утверждается, что Запад действует так и сейчас — «финансирует несистемную оппозицию, протестные движения и антироссийские СМИ», а «после начала СВО этот процесс интенсифицировался».
По информации «Медузы» курирует составление таких методичек депутат Госдумы от «Единой России» Олег Матвейчев.
В августе 2022 года ЭИСИ подвёл итоги конкурсов лучших научных проектов по общественно-политическим наукам: поддержку получили 74 проекта из более чем 850 поступивших заявок.
В 2022 году сотрудники ЭИСИ, в том числе Глеб Кузнецов ведут предвыборную кампанию Куйвашева на губернаторских выборах в Свердловской области.
В ноябре 2022 года ЭИСИ получил 109 млн рублей из президентского «Фонда культурных инициатив» для проведения фестиваля «Русское лето. ZaРоссию». Фонд, координационный совет которого возглавляет Сергей Кириенко, всего выделил миллиард рублей проектам, направленным на пропаганду войны с Украиной и «интеграцию» оккупированных РФ территорий. ЭИСИ также связан с Кириенко.
В 2024 году ЭИСИ провёл круглый стол «Патриотизм как национальная идея» с участием Александра Дугина.

## Руководство
Исполнительным директором ЭИСИ стала исполнительный директор пиар-агентства «Полилог» Анна Федулкина, считавшаяся близкой к замглавы управления внутренней политики президента Александру Харичеву, председателем совета директоров стал декан факультета политологии МГУ Андрей Шутов. Председателем попечительского совета организации стал глава высшего совета «Единой России» Борис Грызлов, также в ПС вошли сенатор Алексей Александров и президент РАСО Станислав Наумов.
В совет директоров ЭИСИ вошли политолог Глеб Кузнецов, декан факультета социальных наук НИУ ВШЭ Андрей Мельвиль и ректор ЛГУ имени А. С. Пушкина Станислав Еремеев.

## Оценки
Фонд оценивался журналистами как провластный и близкий к администрации президента России и Сергею Кириенко.
[Когда пришел Кириенко] патриотический подъем от присоединения Крыма начал спадать, экономические сложности стали ощущаться все сильнее. Населению надо было объяснять, куда все движется, к чему мы идем, повышать социальный оптимизм», — говорит источник, близкий к АП, о задачах, которые ставились перед институтом